# Nilwood (Illinois)
Nilwood es un pueblo ubicado en el condado de Macoupin, Illinois, Estados Unidos. Tiene una población estimada, a mediados de 2021, de 199 habitantes.

## Geografía
La localidad está ubicada en las coordenadas 39°23′58″N 89°48′28″O / 39.39944, -89.80778. Según la Oficina del Censo de los Estados Unidos, tiene una superficie total de 1.21 km², correspondientes en su totalidad a tierra firme.

## Demografía
Según el censo de 2020, en ese momento había 201 personas residiendo en Nilwood. La densidad de población era de 166.12 hab./km². El 92.5% de los habitantes eran blancos, el 0.5% era afroamericano y el 7.0% eran de una mezcla de razas. No había hispanos o latinos viviendo en la localidad.